# Ziegfeld Theatre (Theater)
Das Ziegfeld Theatre war ein Broadway-Theater in New York City. Es befand sich von 1927 bis 1966 auf der Sixth Avenue, an der Ecke zur 54sten Straße.

## Geschichte
Gründer war der berühmte Broadway-Impresario Florenz Ziegfeld junior, der das Theater mit der finanziellen Unterstützung des milliardenschweren Medienmoguls William Randolph Hearst bauen ließ. Architekten und Innenarchitekten waren Joseph Urban und der auf Kino-Neubauten spezialisierte Thomas W. Lamb. Urban, der hauptsächlich für die künstlerische Gestaltung des Theaters zuständig war, blieb dem Haus bis 1932 für sämtliche Inszenierungen als Bühnenbildner verbunden. Das Theater hatte 1.600 Sitzplätze in einem Ei-förmigen, sich zur Bühne hin verjüngenden Zuschauerraum. Wände und Decken zierte das Fresko The Joy of Life (Freude des Lebens). Am 2. Februar 1927 wurde der Theaterbetrieb mit dem Musical Rio Rita eröffnet. Unter Ziegfelds Leitung kamen in den Anfangsjahren des Theaters ausschließlich Musicals auf die Bühne. Große Erfolge wurden unter anderem die Uraufführungen der Musicals Show Boat (1927), das bis 1929 lief, und Show Girl (1927) sowie die Ausrichtung der jährlichen Ziegfeld Follies-Revue für das Jahr 1931.
Im Zuge der sich zuspitzenden Weltwirtschaftskrise und des Niedergangs des Theaterwesens am Broadway wurde das Ziegfeld Theatre 1932 geschlossen. Investor Hearst, der nach dem Tod von Ziegfeld im selben Jahr die Geschäftsleitung des Theaters übernommen hatte, konnte es nicht halten. In den Folgejahren wurde es zum Kino umfunktioniert und erst 1944 vom Theaterproduzenten Billy Rose wieder eröffnet. Rose erweiterte die Programm-Palette und brachte neben Musicals und Revuen auch Ballette, klassische und moderne Stücke der europäischen Theaterliteratur und Opern mit internationalen Gast-Stars zur Aufführung. 1955 stellte er den Theaterbetrieb wieder ein und vermietete die Räumlichkeiten an den Fernsehsender NBC, der hier Fernsehshows produzierte. Nachdem Rose 1963 noch einmal einen zweiten Anlauf mit dem Ziegfeld Theatre unternommen hatte, wurde es 1965 endgültig geschlossen und 1966 trotz Anwohnerprotesten abgerissen. Seit 1967 steht an seiner Stelle ein Wolkenkratzer, das heutige Alliance Bernstein Building. Ein letzter Rest des abgerissenen Gebäudes befindet sich heute neben Mülltonnen im Vorgarten eines Privathauses an der Ecke 52 East 80th Street: ein von Joseph Urban für die Theaterfassade geschaffener Frauenkopf aus Sandstein. Ein Theaterproduzent, der bis 1998 in dem Haus gewohnt hatte, hatte den Kopf bei den Abrissarbeiten geschenkt bekommen. 1969 wurde im Andenken an das Ziegfeld Theatre in der Nähe der Kino-Palast gleichen Namens eröffnet.